# 卡斯河

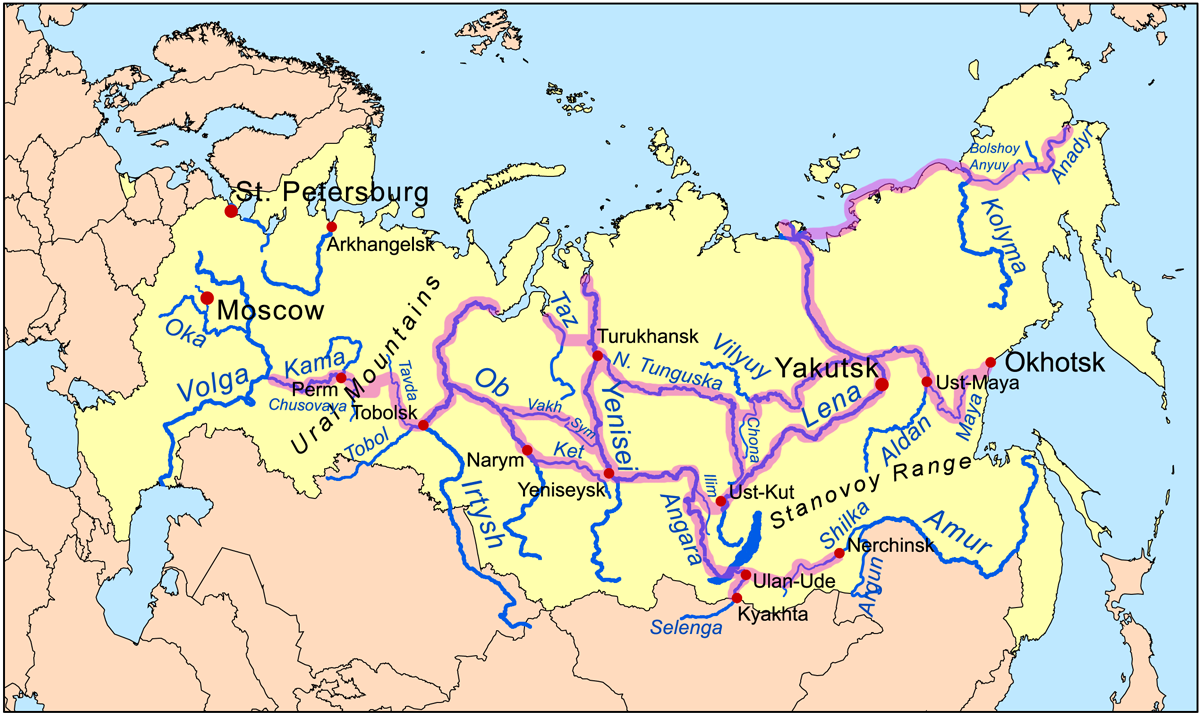
西伯利亞河道

卡斯河是俄羅斯的河流，屬於葉尼塞河的左支流，由克拉斯諾亞爾斯克邊疆區負責管轄，河道全長464公里，流域面積11,200平方公里，河水主要來自雨水和融雪，每年十一月至翌年五月結冰。